# Iiro Pekkarinen
Iiro Pekkarinen (2001) è un giocatore di football americano finlandese che gioca come defensive back per i Berlin Adler.
Inizia a giocare nei Kuopio Steelers, per poi passare nel 2021 ai tedeschi Berlin Thunder; l'anno successivo torna agli Steelers, poi nuovamente in Germania ai Berlin Adler.

## Palmarès
- 2 Vaahteramalja (Kuopio Steelers, 2020, 2022)